# Курасов, Василий Михайлович
Василий Михайлович Курасов (1920—1977) — сержант Рабоче-крестьянской Красной Армии, участник Великой Отечественной войны, Герой Советского Союза (1945).

## Биография
Василий Курасов родился 26 декабря 1920 года в Геническе. В 1940 году он окончил химико-алюминиевый техникум. В сентябре того же года Курасов был призван на службу в Рабоче-крестьянскую Красную Армию. С июня 1941 года — на фронтах Великой Отечественной войны. В начале войны был ранен и оказался в плену, но смог бежать и до 1943 года проживал в родном городе в оккупации. После освобождения родных мест Курасов был зачислен сапёром взвода сапёров 550-го стрелкового полка 126-й стрелковой дивизии 43-й армии. Участвовал в боях на 4-м Украинском, 1-м Прибалтийском и 3-м Белорусском фронтах, был ранен. Отличился во время боёв за форт № 5 в Кёнигсберге.
7 апреля 1945 года под массированным вражеским огнём Курасов с товарищами навёл мост через ров, окружавший форт, проделал проход в минных и проволочных заграждениях, подорвал три амбразуры в каземате. В результате взрыва Курасов получил тяжёлые травмы, лишился ноги.
Указом Президиума Верховного Совета СССР от 19 апреля 1945 года за «мужество и героизм, проявленные в боях» сержант Василий Курасов был удостоен высокого звания Героя Советского Союза с вручением ордена Ленина и медали «Золотая Звезда».
После окончания войны в звании сержанта Курасов был демобилизован. Проживал в родном городе, работал заведующим производством артели «Возрождение», позднее окончил кинотехникум и возглавил Геническое отделение кинопроката. Скончался 24 июня 1977 года, похоронен на Старом кладбище Геническа.
Был также награждён орденом Славы 3-й степени и рядом медалей.